# Sisymbrium subspinescens
Sisymbrium subspinescens är en korsblommig växtart som beskrevs av Aleksandr Andrejevitj Bunge. Sisymbrium subspinescens ingår i släktet gatsenaper, och familjen korsblommiga växter. Inga underarter finns listade i Catalogue of Life.